# Lingua franco-veneta
La lingua franco-veneta fu una lingua di cultura diffusa nel Nord Italia tra la fascia subalpina e il basso Po tra il XIII e il XV secolo: questa lingua era una mescolanza di parole francesi, con sintassi e morfologia tipiche delle lingue dell'Italia settentrionale, in particolare della lingua veneta.
La letteratura franco-veneta o letteratura franco-italiana di questi secoli comprendeva poemi cavallereschi e opere didascaliche. Il Milione di Marco Polo fu scritto originariamente in questa lingua, come pure l'Entrée d'Espagne.
Un certo purismo linguistico dei secoli XIX e XX ha penalizzato questo tipo di letteratura, etichettata di "ibridismo patologico", anche se la competenza linguistica di molti autori è assolutamente indiscutibile.